# 古山俊一
古山 俊一（ふるやま しゅんいち、1954年11月17日 - ）は、日本のシンセサイザー研究者、尚美学園大学名誉教授。

## 略歴
千葉大学工学部卒業。株式会社京王技研（現コルグ）に入社。MS20からM1までのサウンドデザイン等を担当。スタジオエレホンを設立、独立。尚美学園短期大学助教授、尚美学園大学教授を務める（現在は同大名誉教授）。コンピュータや電子楽器を活用してCMや博覧会などのイベント音楽制作、音響を組み合わせたマルチメディア作品の制作・研究を行う。また、電子楽器やデジタル音響関連の著書やビデオが多数ある。ミュージカルドラマ「シューベルト」の映像効果を担当する。1980年代初期には、日本短波放送（現 : ラジオNIKKEI）の若向け番組「ヤロウどもメロウどもOh!」にも出演。

## 著書
- 『シンセサイザーここがポイント』音楽之友社 1982
- 『シンセサイザーの科学 テクノサウンドの世界をさぐる』講談社(ブルーバックス)　1984
- 『コンピュータ・ミュージック入門』音楽之友社 1984
- 『はじめてのシンセサイザー』1988 講談社現代新書
- 『デスクトップ・ミュージック プロへのバイブル For Macintosh 入門編』ソフトバンク出版事業部 1995
- 『デモテープ制作がわかる本 録音の基礎から最新テクニックまで』ヤマハミュージックメディア 1997

### 共編著
- 『コンピュータ・ミュージック・エイジの音楽講座 第1巻 (コンピュータ・ミュージック操作術)』平田潤共著 東亜音楽社 1993
- 『手軽にホームレコーディング』編著 ヤマハミュージックメディア (基礎ガイドブック)　2001